# Battle Taxi
Pour plus de détails, voir Fiche technique et Distribution.
Battle Taxi est un film américain réalisé par Herbert L. Strock, sorti en 1955.

## Fiche technique
- Titre : Battle Taxi
- Réalisation : Herbert L. Strock
- Scénario : Malvin Wald et Art Arthur
- Musique : Harry Sukman
- Pays d'origine : États-Unis
- Format : Noir et blanc - 1,66:1 - Mono
- Genre : guerre
- Date de sortie : 1955

## Distribution
- Sterling Hayden : Russ Edwards
- Arthur Franz :  Pete Stacy
- Marshall Thompson :  Tim Vernon
- Leo Needham : « Slats » Klein
- Jay Barney : Lieutenant-colonel Stoneham